# Хауърд Картър
Хауърд Картър (на английски: Howard Carter) (9 май, 1874 – 2 март, 1939) е британски археолог и египтолог, известен с откриването на гробницата на Тутанкамон в Долината на царете, Луксор, Египет.

## Биография
Син на художник анималист, от когото наследява таланта да рисува, Хауърд Картър е едва на 17 години, когато Пърси Нюбери, млад египтолог, го наема да прерисува с акварел фреските от гробниците на Бени Хасан.
По-късно работи върху погребалния храм на Аменхотеп в Дейр ел-Бахри. Работи с Флиндърс Петри в Тел ел-Амарна, но работата му не се харесва на археолога. Картър отива в Дейр ел-Бахари, за да възстанови барелефите в Заупокойния храм на Хатшепсут. Среща се с Гастон Масперо, който оценява работата му. През 1899 французинът му предлага работа в египетската археологическа служба като Главен инспектор на паметниците в Горен Египет, от която той се отказва през 1905 след скандал.
Няколко години по-късно, през 1907 Картър се запознава с лорд Карнарвон (Джордж Хърбърт, 5 граф на Карнарвон), ентусиазиран аматьор, който бил готов да предостави на Картър необходимите средства да продължи работата си. Скоро Картър става надзорник на всички разкопки на лорд Карнарвон.

## Експедиция в Египет
Лорд Карнарвон финансира Картър за издирването на гробницата на непознатия дотогава фараон Тутанкамон, чието съществуване е открито от Картър. На 4 ноември 1922 г. Картър открива гробницата на Тутанкамон, единствената гробница, която не е била ограбвана в Долината на царете близо до Луксор, Египет. На 16 февруари 1923 Картър отваря погребалната камера и пръв вижда саркофага на Тутанкамон.
След като описва разнообразните находки, Картър се оттегля от археологията и става колекционер. Умира в Англия през 1939 г. на 65-годишна възраст. Смъртта на археолога на такава преклонна възраст се изтъква най-често от скептиците като доказателство, опровергаващо суеверието за „проклятието на фараоните“, уж причинило смъртта на хората, осквернили гробницата на Тутанкамон.
Хауърд Картър е погребан в гробището Putney Vale в западен Лондон, Великобритания.